# Taylor Ellis-Watson
Pour les articles homonymes, voir Ellis.
Taylor Ellis-Watson (née le 6 mai 1993) est une athlète américaine, spécialiste du 400 mètres.

## Biographie

### Palmarès
| Date | Compétition     | Lieu           | Résultat | Épreuve   | Temps                    |
| ---- | --------------- | -------------- | -------- | --------- | ------------------------ |
| 2016 | Jeux olympiques | Rio de Janeiro | 1re      | 4 × 400 m | Participation aux séries |

### Records
| Épreuve | Performance | Lieu   | Date           |
| ------- | ----------- | ------ | -------------- |
| 400 m   | 50 s 25     | Eugene | 3 juillet 2016 |